# بنجامين باول
بنجامين باول (بالإنجليزية: Benjamin Powell)‏ هو اقتصادي أمريكي، ولد في 1978.

## وصلات خارجية
- الموقع الرسمي